# يو إف سي 148
يو إف سي 148: سيلفا ضد سونين 2 (بالإنجليزية: UFC 148: Silva vs. Sonnen II)‏ كان حدثًا لفنون القتال المختلطة نظمته يو إف سي، وأُقيم في 7 يوليو 2012 على إم جي إم جراند جاردن أرينا في لاس فيغاس، نيفادا.

## الجوائز الإضافية
حصل المقاتلون التالية أسماؤهم على مكافآت قيمتها 75،000 دولار:
- قتال الليلة: فورست غريفين ضد تيتو أورتيز
- الضربة القاضية لليلة: أندرسون سيلفا
- إخضاع الليلة: لم تُمنح (لم ينتهي أي قتال بالإخضاع)

## وصلات خارجية
- صفحة الأحداث السابقة الرسمية ليو إف سي نسخة محفوظة 2016-09-16 على موقع واي باك مشين. (بالإنجليزية)
- نتائج أحداث يو إف سي على Sherdog.com (بالإنجليزية)